# Махтеш-Рамон

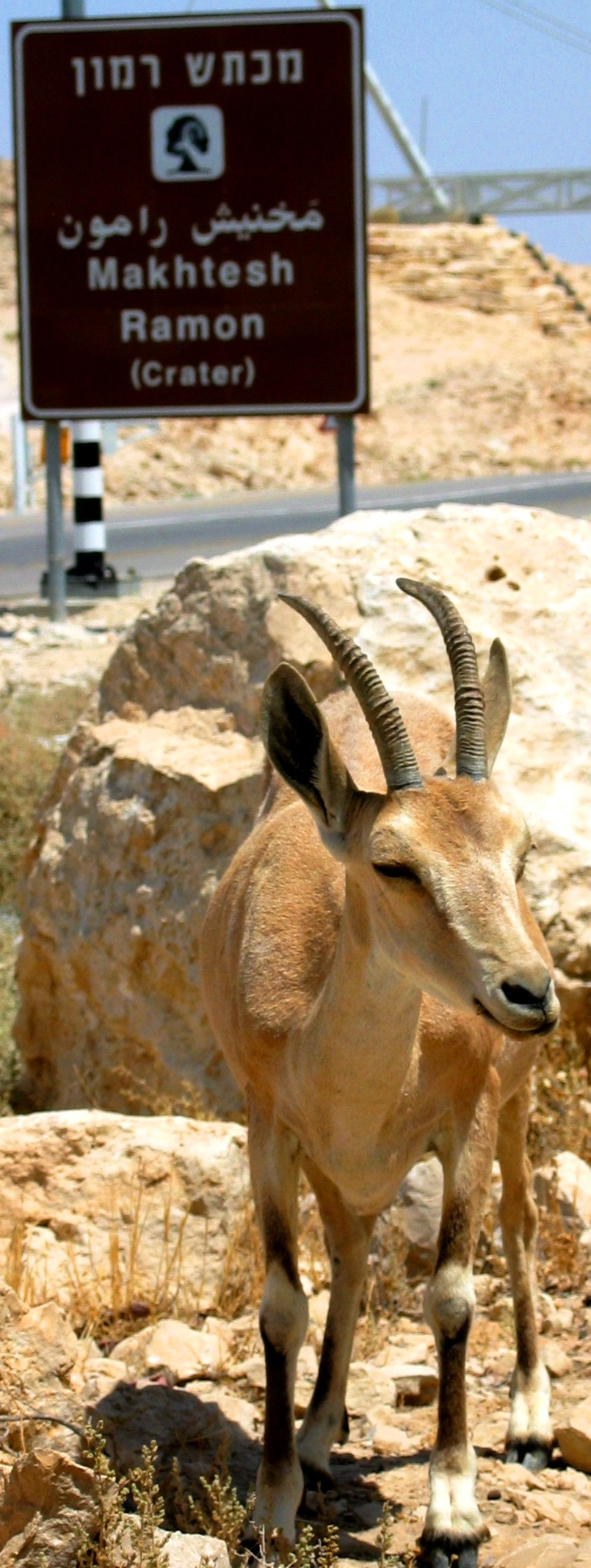
Нубійський козел біля оглядового майданчика

Махтеш Рамон (івр. מכתש רמון; літ. Кратер Рамон/Махтеш; арабська وادي الرمان) є геологічною особливістю Ізраїльської пустелі Негев. Розташований на піку гори Негев, близько 85 км на південь від міста Беер-Шева. Махтеш Рамон не є кратером від метеорита або кратером вулканічного походження та є найбільшим в світі. Кратер має форму подовженого серця, довжина кратера — 40 км, 2-10 км в ширину та 500 метрів в глибину. Єдиним поселенням в цьому районі є невелике місто Міцпе-Рамон (מצפה רמון, «Оглядовий майданчик Рамон»), розташоване на північному краю кратера. Сьогодні кратер і навколишній район є найбільшим національним парком Ізраїлю, заповідником Рамоном.

## Формування
Сотні мільйонів років тому пустеля Негев була покрита океаном. Згодом, океан почав відступати на північ залишивши опуклість у формі пагорба. Завдяки воді та кліматичним силам пагорб повільно розпрямився. Приблизно п'ять мільйонів років тому, була сформована долина Ваді-ель-Араба з річок, які змінюючи свої напрямки, вирізьблювали внутрішні стіни кратера, які були м'якшими, ніж вище розміщена порода. Дно кратера продовжувало поглиблюватися набагато швидше, ніж його стіни, які таким чином поступово збільшилися у висоті. Що глибшим ставав кратер, тим давніші шари породи оголювалися — віком до 200 млн років. Нині кратер має глибину 500 м. з найнижчою точкою Ein Saharonim (Saharonim Spring), у якій також знаходиться єдине природне джерело води, що підтримує більшу частину дикої природи в тому числі куланів та козлів.

## Геологія

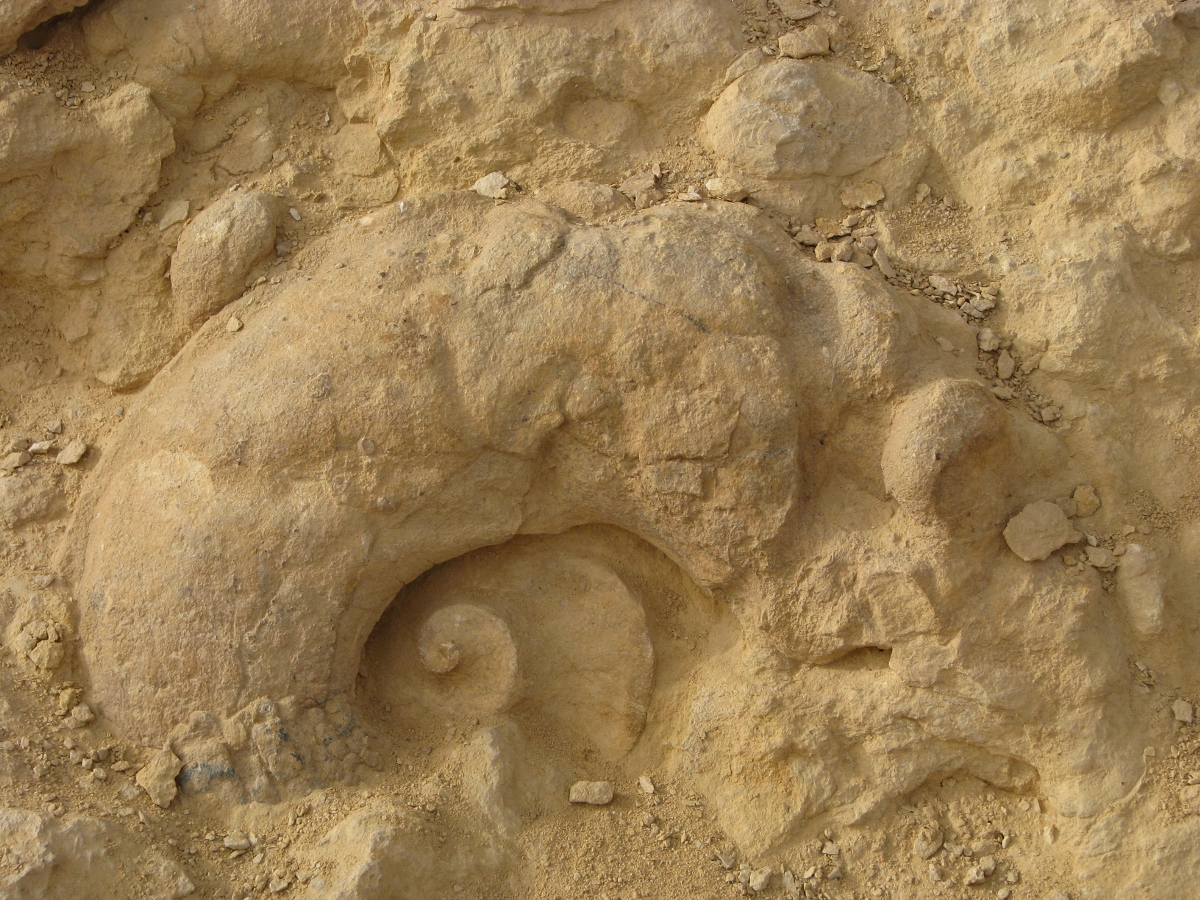
Амоніт в амонітній стіні

Махтеш Рамон містить різноманітні породи, у тому числі глиняні пагорби, відомі своїми фантастичними формами та червоними і жовтими кольорами. Вражаючі гори здіймаються на межах кратера — Хар Рамон у південній частині, Хар Ардон в північно-східній частині, і дві пласкі гори — Хар Марпек і Хар Катум вздовж південної стіни. Пагорби на північно-східній околиці кратера були колись повністю покриті закам'янілостями спіральних молюсків (амонітів), розмірами від равлика до тракторного колеса. Хоча наразі тут можна знайти лише дрібні екземпляри.
Гіват Гааш, чорний пагорб на півночі кратера колись був активним вулканом, який вибухнув тисячі років тому і був покритий лавою, яка швидко охолоджувалася на відкритому повітрі, перетворюючись на базальт. Вапняк, покритий базальтом, можна також знайти в невеликих чорних пагорбах у південній частині кратера, у тому числі в Карней Рамон.
Шен Рамон (Зуб Рамона) — гірська порода з магми, яка затверділа під землею. Пізніше вона повстала крізь тріщини в земній поверхні, і сьогодні її чорні гострі краї різко контрастують з південною стіною кремового кольору.
У центрі кратера знаходиться Ха-Мінсара, низький пагорб з ламаних призматичних порід, прямокутні трубки на стороні пагорба зроблені з того ж піску, що був знайдений на пляжі.
Птеріоїд двостулковий з родини Ramonalinidae тріасового періоду завдячує своєю назвою місцевим породам, де він був знайдений.

## Фауна
Кулан знову з'явився в Махтеш Рамон. У 1995 році кількість куланів збільшилася до 40 тварин. Ці кулани є гібридами двох різних підвидів азійського дикого віслюка, а саме туркменського кулана і перського кулана. Оригінальний підвид сирійського кулана повністю щез. Серед інших великих ссавців тут зустрічаються нубійський гірський козел, газель доркас, гієна смугаста та декілька арабських леопардів.

## Історія
Руїни великої доісторичної кам'яної конструкції, відомої як Хан Сахаронім були знайдені у кратері, вони знаходяться на стародавньому шляху пахощів, торгового маршруту, використовуваного набатеями 2000 років тому. Ці руїни слугували зупинкою для торговців і їх тварин (Хан арабською — караван-сарай), оскільки торговці прямували на захід до середземноморського портового міста Газа.

## Галерея

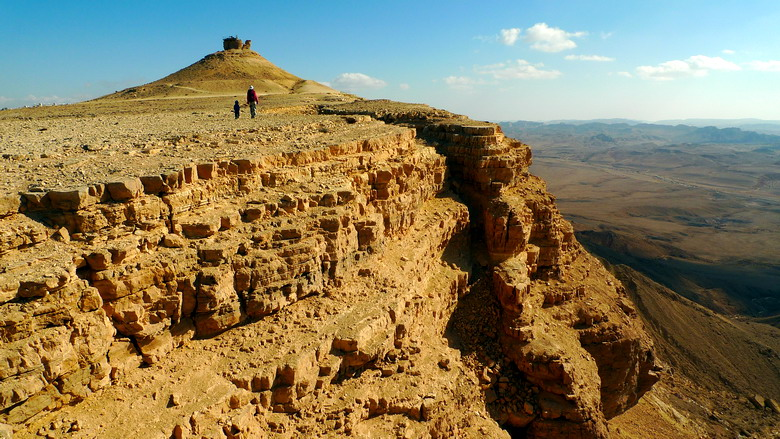
Стрімчак
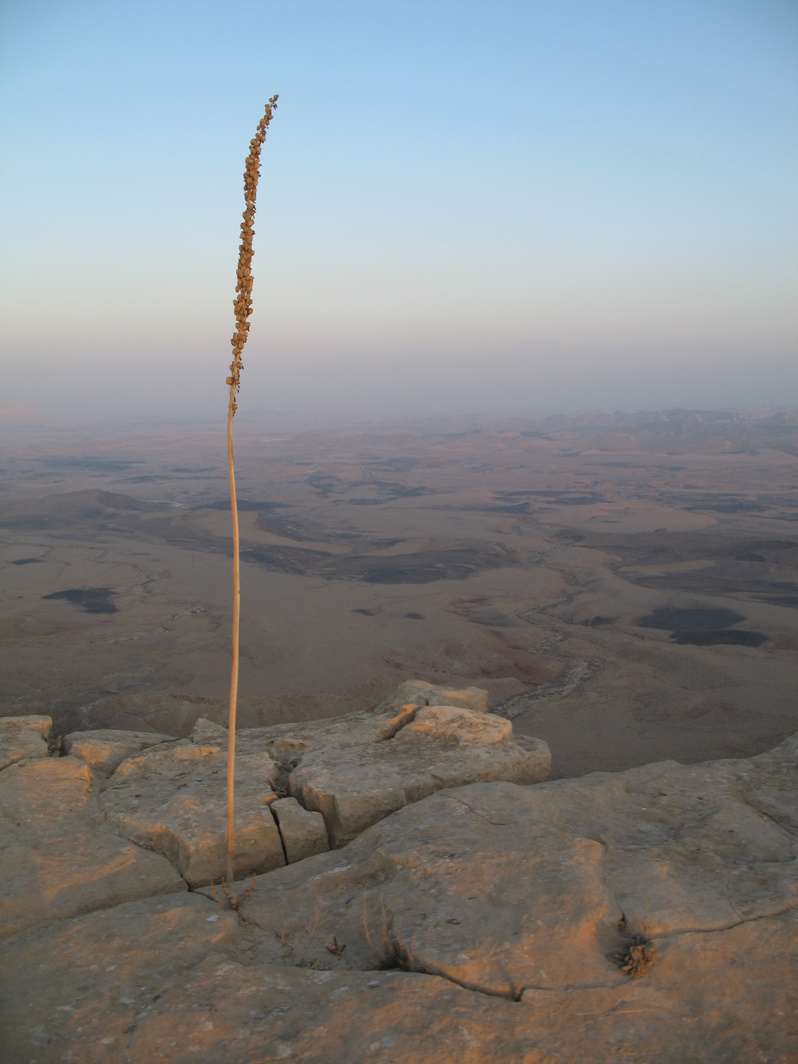
Суха Drimia maritima в північній стороні махтеша
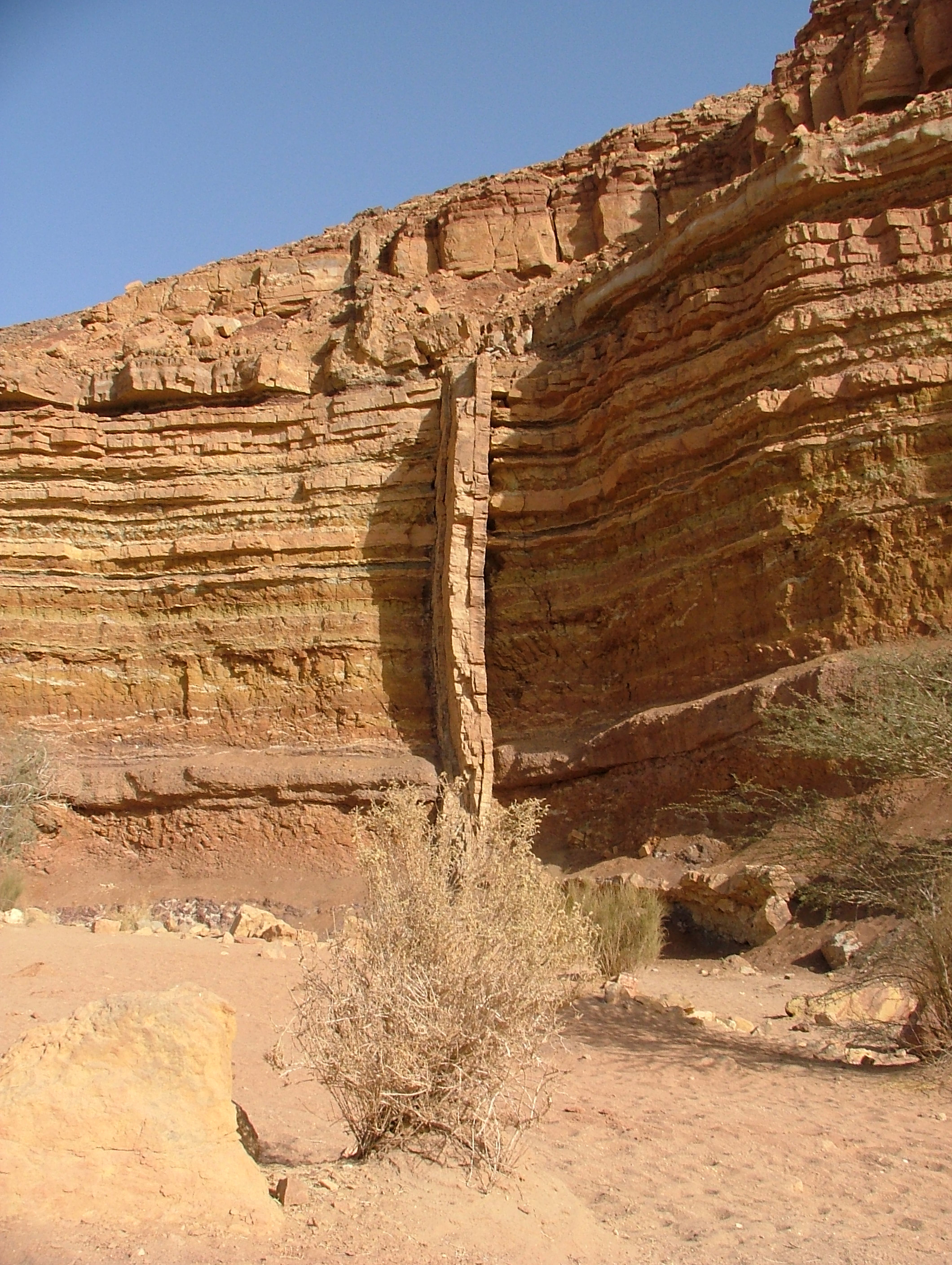
Гірська порода (Дайка)
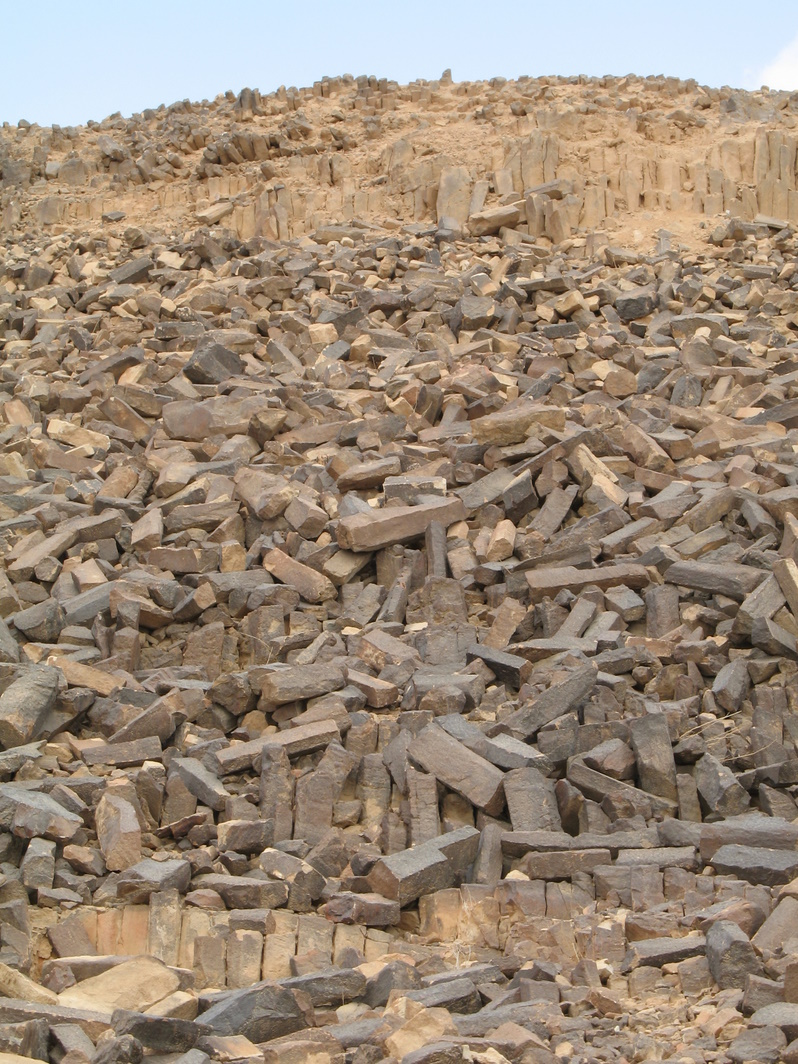
Ха-Мінсара (Столярна майстерня)
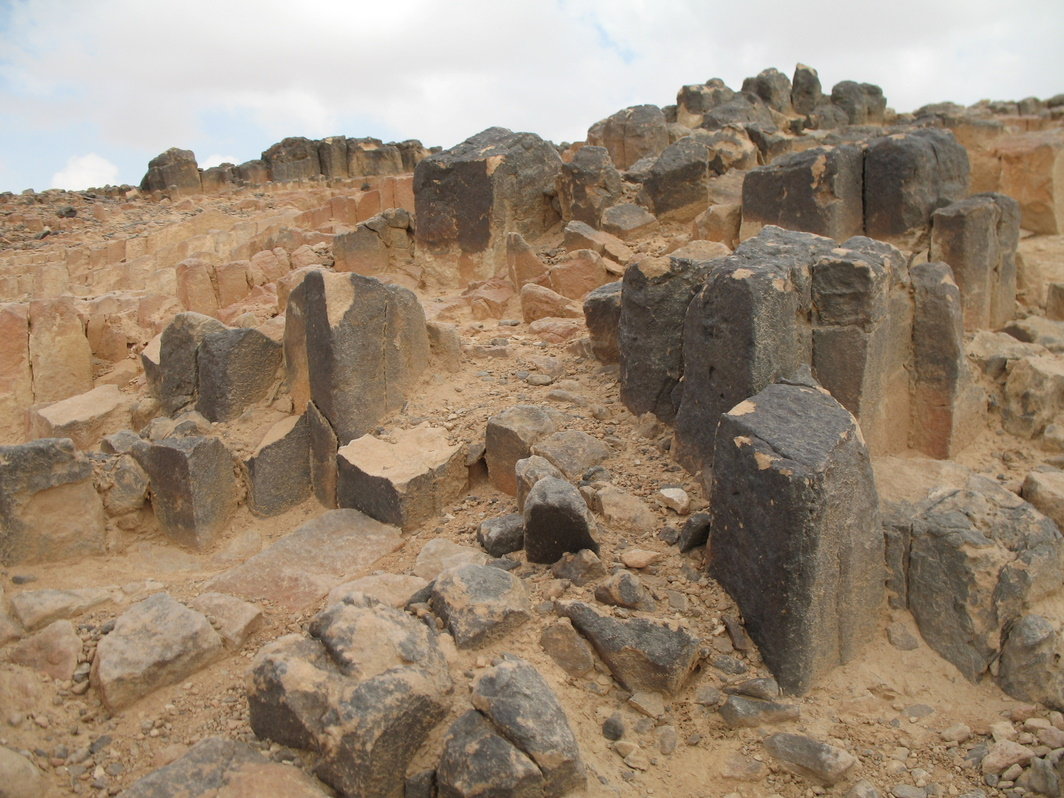
Піщані прямокутні і шестигранні призми в центрі Махтеш Рамон - Ха-Мінсара (Столярна майстерня)
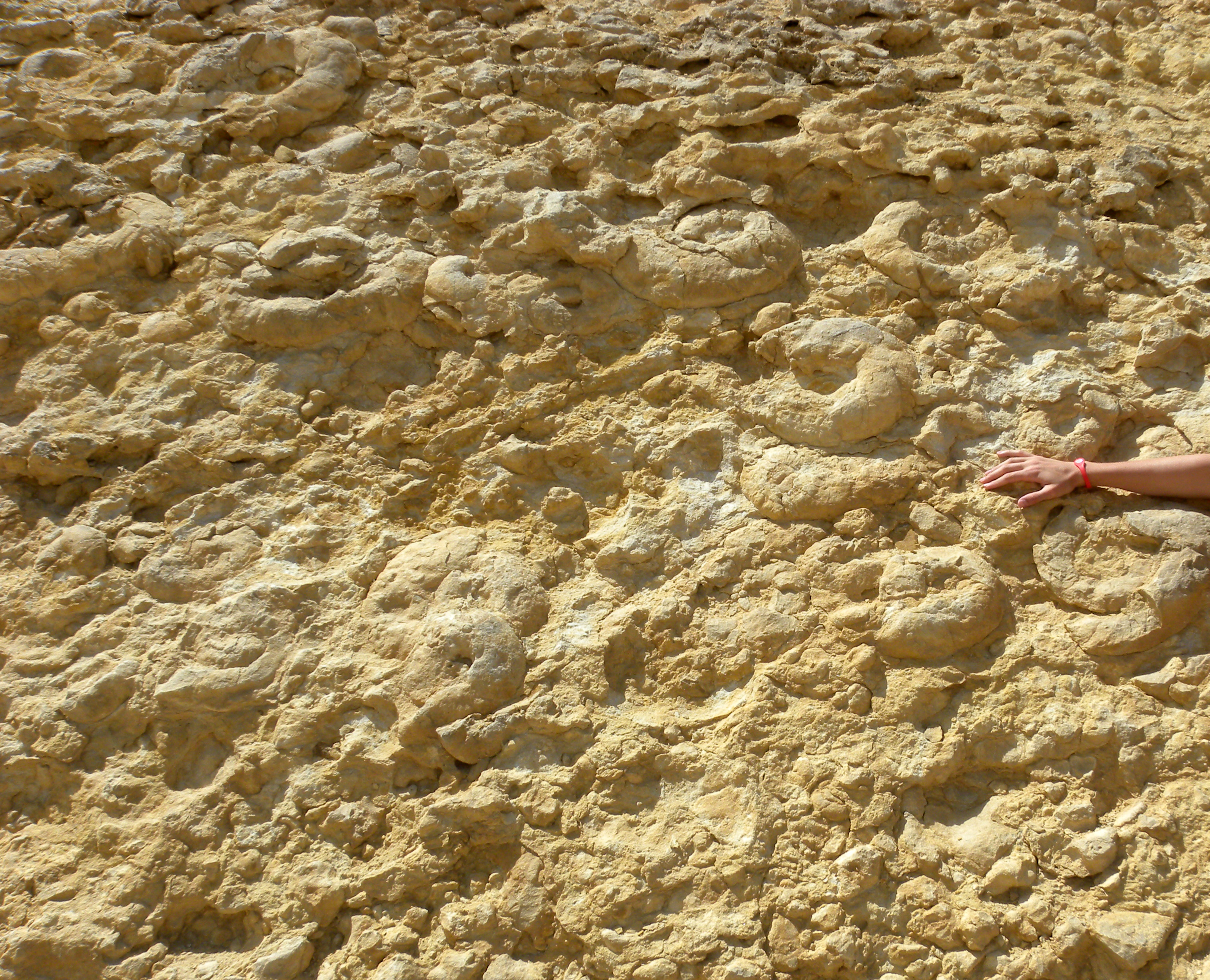
Амонітна стіна (Tamar Formation, Сеноманський ярус)
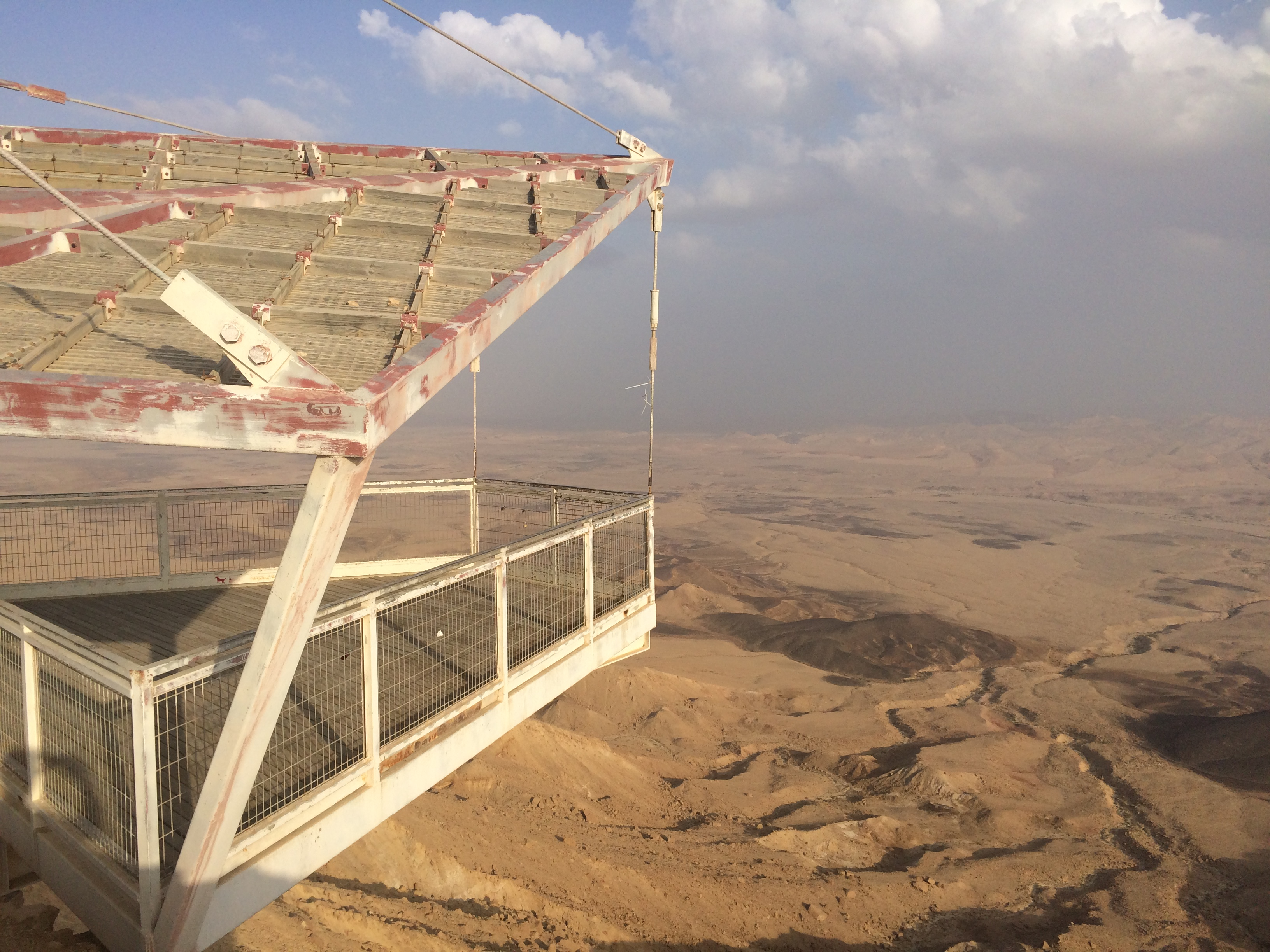
Оглядовий майданчик
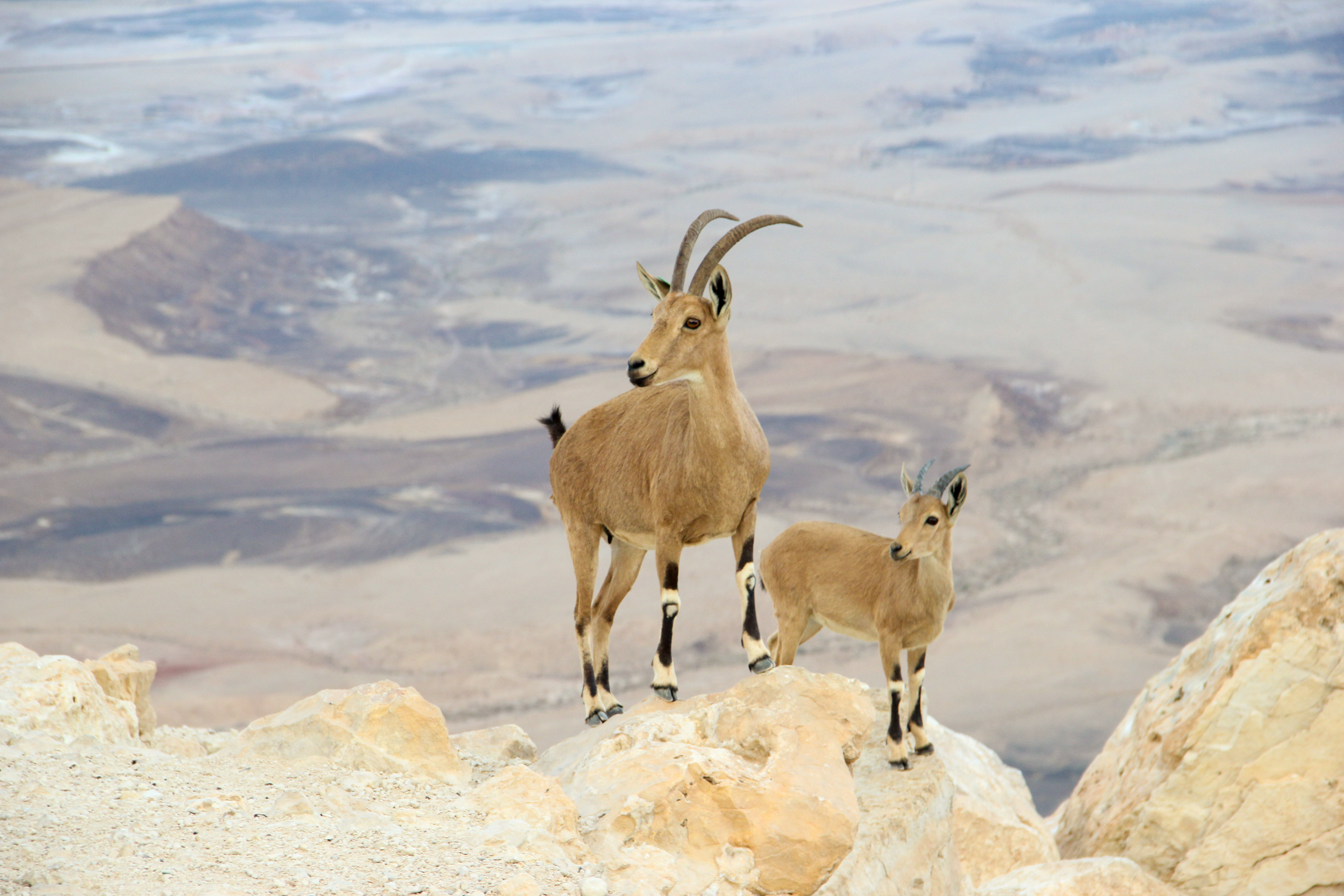
Нубійський козел